# シュコダ・プッシュプル・トレインセット
この項目では、チェコの鉄道車両メーカーであるシュコダ・トランスポーテーションがドイツ鉄道（DBレギオ）へ向けて製造した2階建て客車列車について解説する。最高時速200 km/hに対応したプッシュプル列車として開発されたが、技術的な問題を始めとした様々な要因から営業運転開始は最初の車両の製造から4年が経過した2020年となった。この項目では他国に導入される予定の同型車両についても解説する。

## 概要
ドイツ鉄道の子会社であるDBレギオは、ニュルンベルクからインゴルシュタットを経由しミュンヘンへ向かう高速鉄道のニュルンベルク-インゴルシュタット-ミュンヘン高速線で、地域間輸送を目的としたレギオナルエクスプレス（快速列車）のミュンヘン・ニュルンベルク・エクスプレス（München-Nürnberg-Express）を運行している。2013年8月、DBレギオはこの列車で使用され老朽化が進んでいた1階建て客車に代わる新型車両として、チェコのシュコダ・トランスポーテーションとの間に電気機関車（102形、6両）と共に6両編成を組む2階建て客車・36両分の導入に関する契約を結んだ。
編成は電気機関車と連結する客車（Endwagen、790.1形）と中間に挟まれる4両の客車（Mittelwagen、790.0形）、運転台が備わる制御車（Steuerwagen、770.0形）、計6両で構成されており、編成前後の客車（790.1形、770.0形）は2階部分に1等座席が設置されている合造車である。座席はクロスシートで、1等座席が1 + 2列、2等座席が2 + 2列のクロスシートを基本とする。これらに加えて、制御車と中間客車の1階部分には自転車やベビーカーが設置可能なフリースペースが設けられており、未使用時は折り畳み座席（ロングシート）の展開が可能である他、制御車の1階部分には2人分の車椅子用座席や親子連れ用座席も設置されている。6両編成時の座席定員数は674人で、従来の1階建て客車を用いた列車と比べ20 %多い。
乗降扉は片開き式のプラグドアが用いられ、車端の平屋部分よりも低い場所に設置する事で床上高さを760 mmに抑え、プラットホームとの段差を無くしている。一方で制御車と中間客車については扉から1階部分までスロープが存在しており、段差なく往来する事が可能となっている。
車体は欧州連合における鉄道規格に基づいて設計が行われている他、ニュルンベルク-インゴルシュタット-ミュンヘン高速線上で最高速度300 km/hのICEとトンネルですれ違う場合に備えた強度が確保されている。営業最高速度は189 km/hだが、200 km/hでの運転にも対応する。

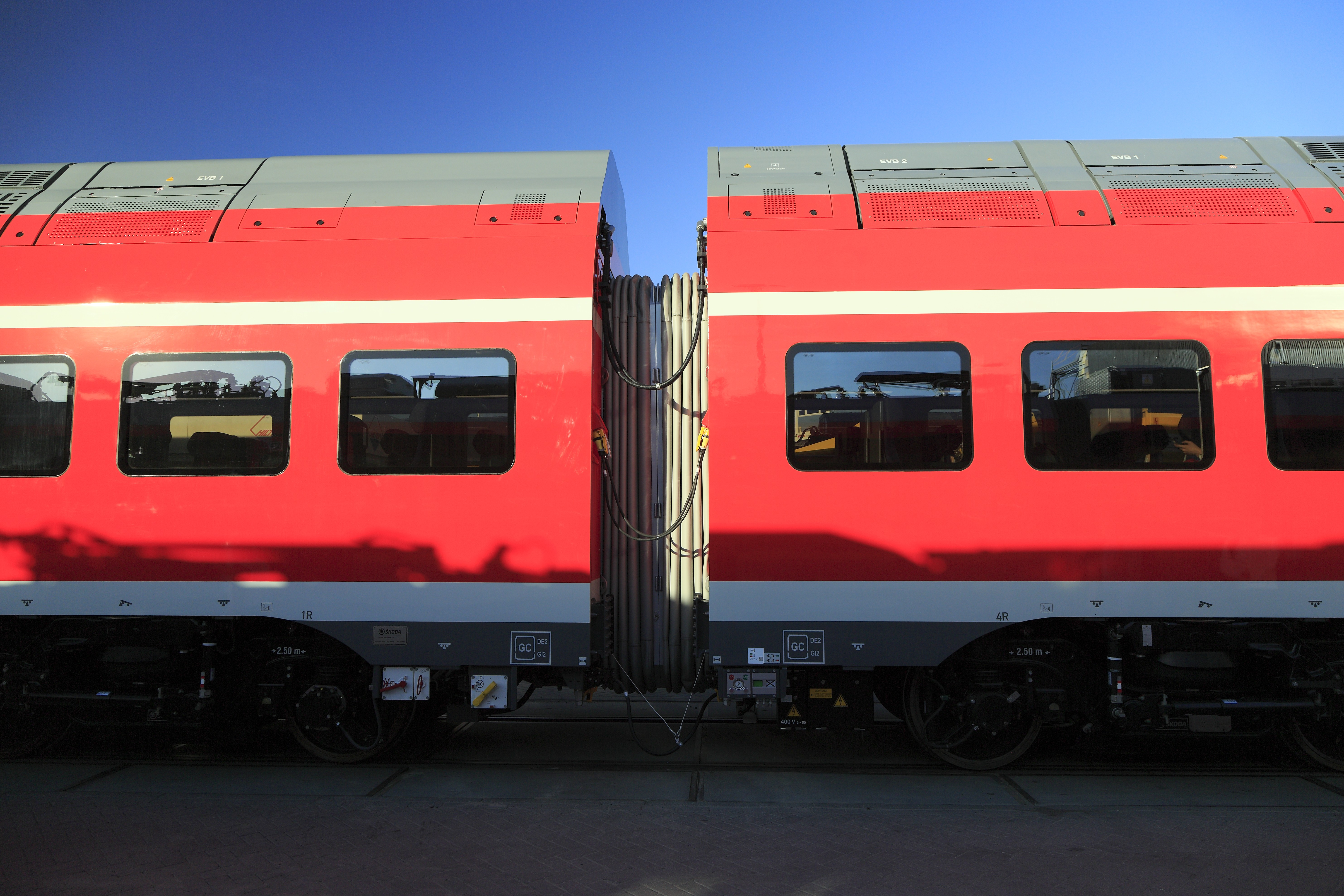
連結面（2018年撮影）
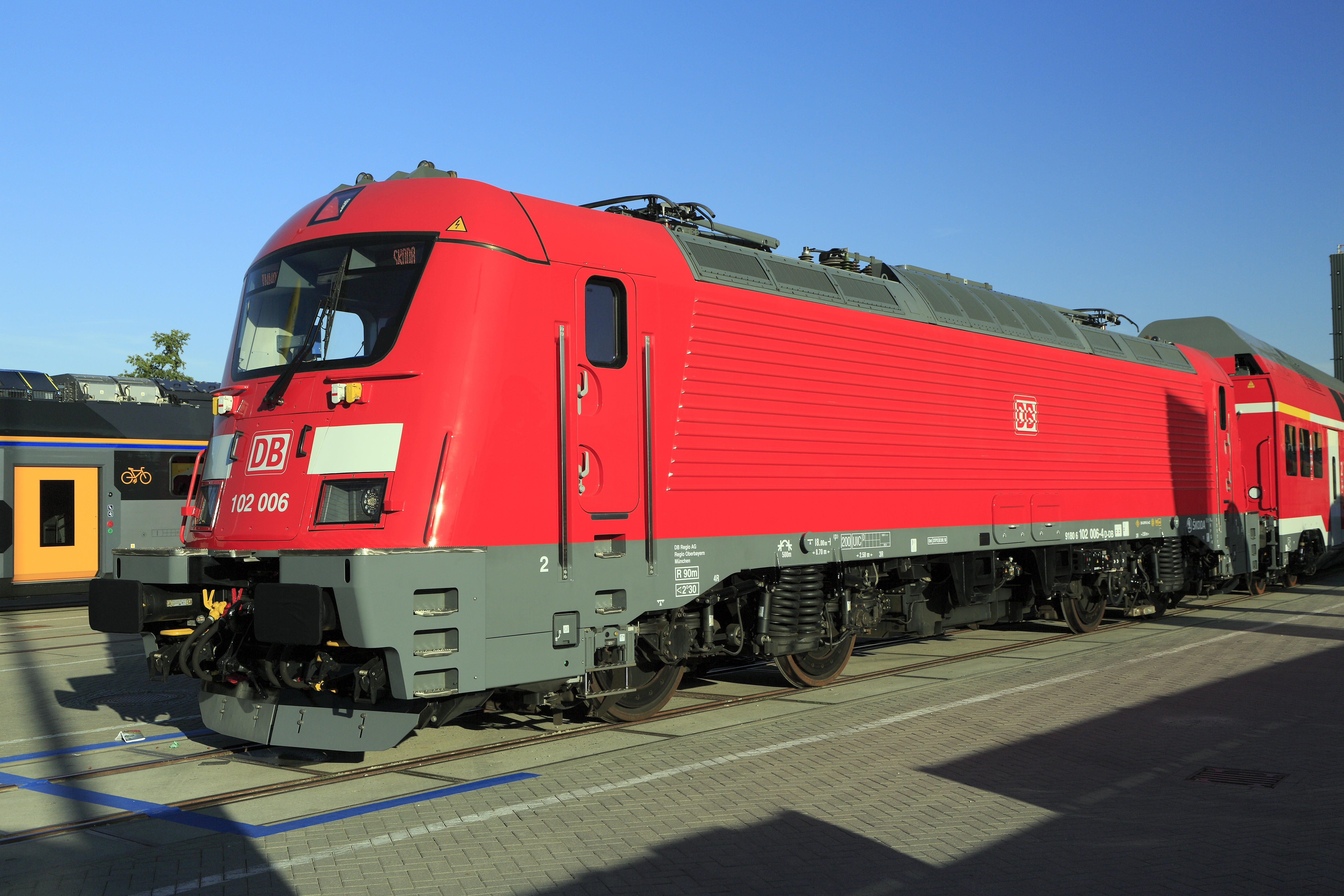
プッシュプル客車列車と編成を組む102形電気機関車（2018年撮影）

## 運用
最初の車両は2017年に完成し、102形電気機関車と共にチェコのヴェリム鉄道試験線やニュルンベルク-インゴルシュタット-ミュンヘン高速線で試運転が実施された。その後、2018年には欧州連合が定めた鉄道車両の技術仕様「TSI（Technical Specification for Interoperability）」の認証を取得し、2019年にはドイツ連邦鉄道局から部分的な運行の許可が下りたものの、ドイツ鉄道側は完全な形での承認を求めており、技術的な問題も指摘されたため、営業運転はおろかニュルンベルク-インゴルシュタット-ミュンヘン高速線での試運転すら行われていない状態が長く続く事となった。だが、その後は2020年7月以降試運転が再開され、同年11月からミュンヘン - トロイヒトリンゲン間で営業運転を開始した。高速線での本格的な営業運転には12月以降導入されており、旧型客車の置き換えが進行する事になっている。

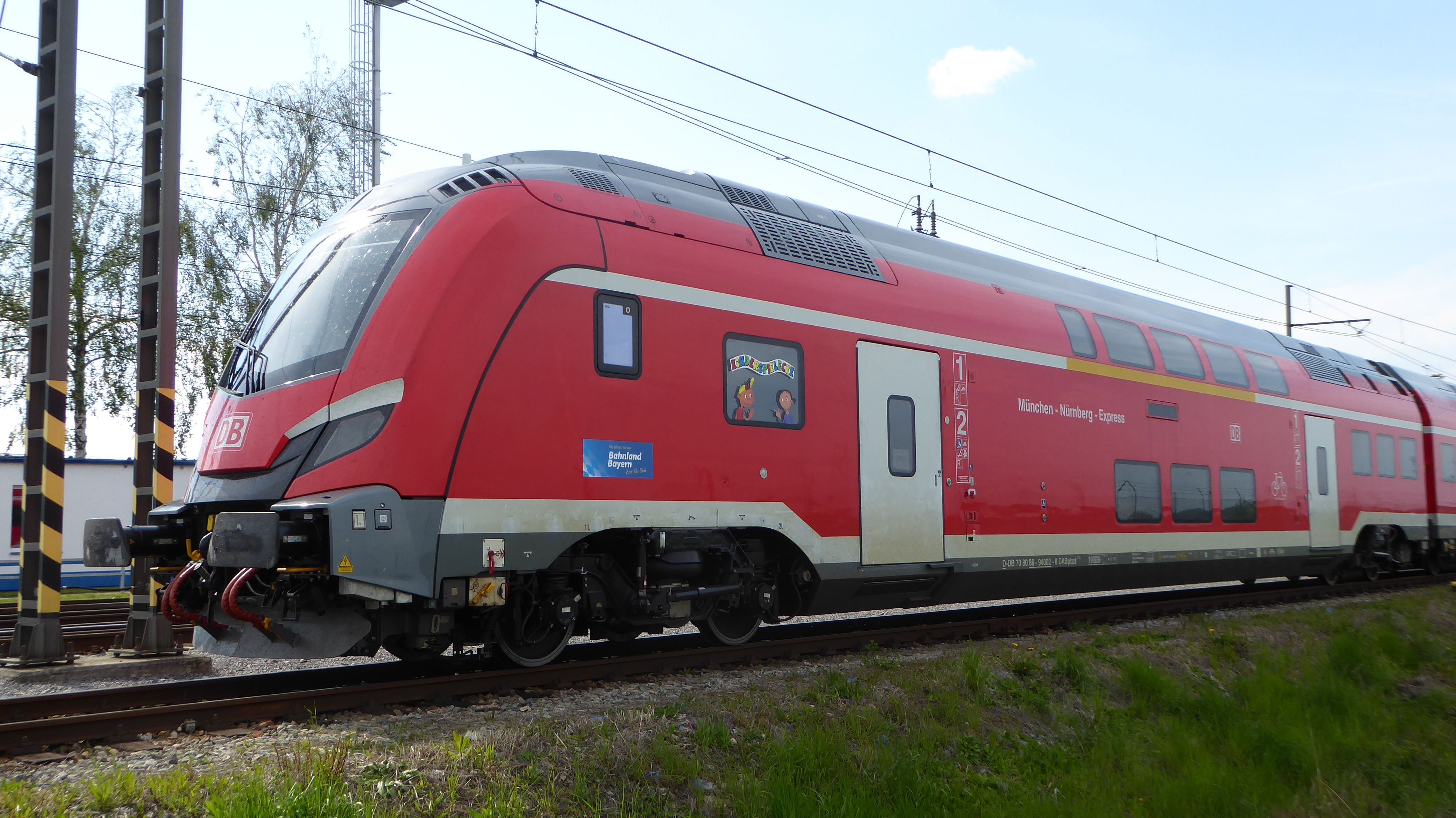
ヴェリム鉄道試験線のプッシュプル客車列車（2017年撮影）
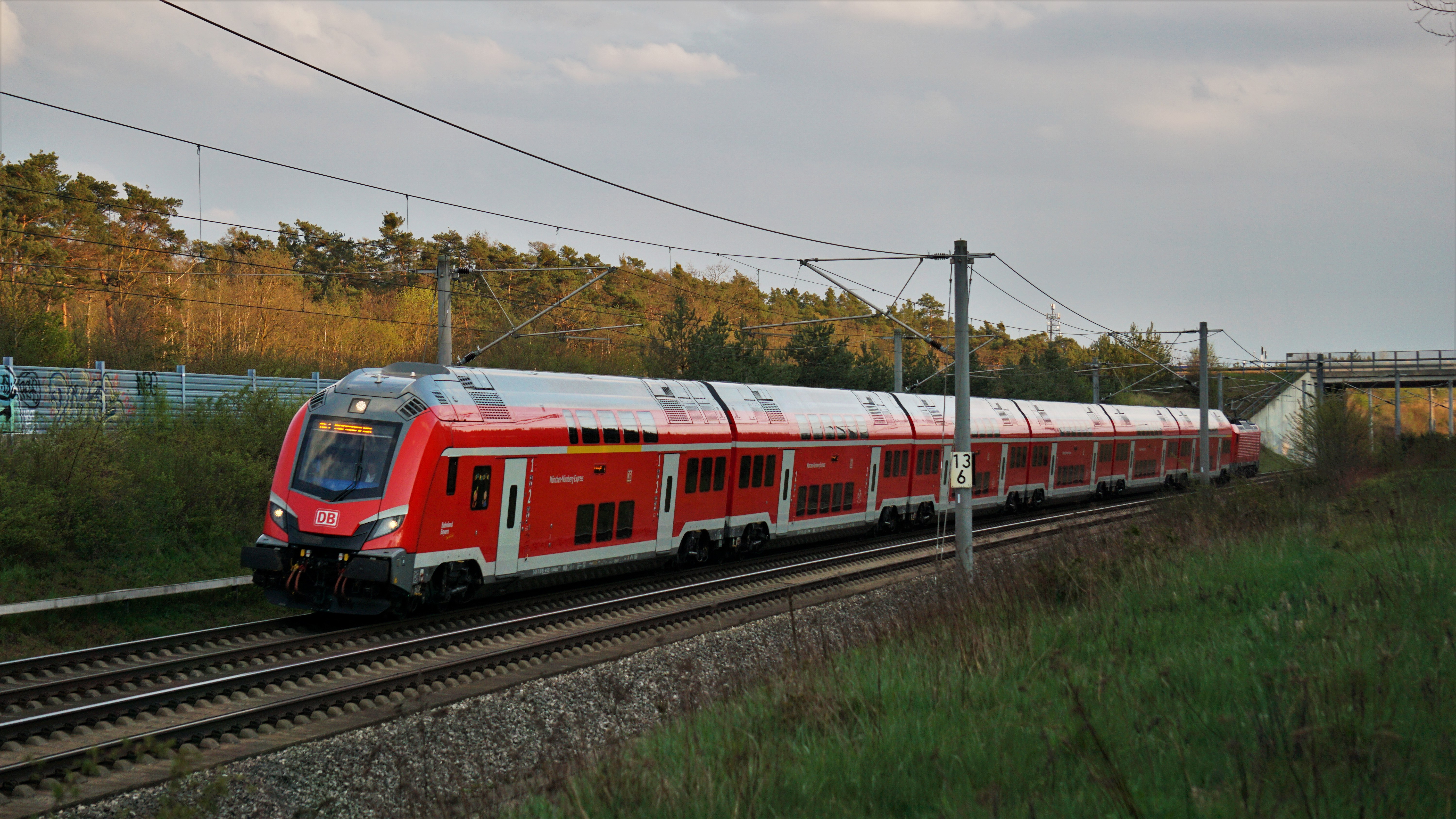
高速線を走行するプッシュプル客車列車（2021年撮影）

## 主要諸元
| プッシュプル列車 主要諸元          | プッシュプル列車 主要諸元          | プッシュプル列車 主要諸元 | プッシュプル列車 主要諸元 | プッシュプル列車 主要諸元 |
| ---------------------------------- | ---------------------------------- | ------------------------- | ------------------------- | ------------------------- |
| 形式                               | 形式                               | 770.0                     | 790.0                     | 790.1                     |
| 車種                               | 車種                               | 制御車 (DABpbzf)          | 客車 (DBpz)               | 客車 (DABpz)              |
| 日本国有鉄道の付与方法に基づく形式 | 日本国有鉄道の付与方法に基づく形式 | カクロハ                  | カハ                      | カロハ                    |
| 軌間                               | 軌間                               | 1,435mm                   | 1,435mm                   | 1,435mm                   |
| 最高速度                           | 営業                               | 189km/h                   | 189km/h                   | 189km/h                   |
| 最高速度                           | 設計                               | 200km/h                   | 200km/h                   | 200km/h                   |
| 全長                               | 全長                               | 26,950mm                  | 26,400mm                  | 26,410mm                  |
| 全幅                               | 全幅                               | 2,800mm                   | 2,800mm                   | 2,800mm                   |
| 全高                               | 全高                               | 4,630mm                   | 4,630mm                   | 4,630mm                   |
| 車輪径                             | 車輪径                             | 920mm                     | 920mm                     | 920mm                     |
| 固定軸距                           | 固定軸距                           | 2,400mm                   | 2,400mm                   | 2,400mm                   |
| 台車間距離                         | 台車間距離                         | 19,500mm                  | 19,500mm                  | 19,500mm                  |
| 重量                               | 重量                               | 56.2t                     | 54.3t                     | 54.0t                     |
| 軸重                               | 軸重                               | 19.5t                     | 19.5t                     | 19.5t                     |
| 定員                               | 1等座席                            | 17人                      | －                        | 9人                       |
| 定員                               | 2等座席                            | 62人                      | 104人                     | 119人                     |
| 定員                               | 折り畳み座席                       | 13人分                    | 16人分                    | －                        |
| 車椅子対応座席                     | 車椅子対応座席                     | 有(2人分)                 | 無                        | 無                        |
| フリースペース                     | フリースペース                     | 有                        | 有                        | 無                        |

## 他国への導入
2019年3月、チェコ鉄道（ČD）はシュコダ・トランスポーテーションとの間に新型車両の導入に関する契約を交わした。そのうち15両の導入が決定した客車はドイツ鉄道向けの車両を基にした3両編成の2階建て車両で、制御車を含めた着席定員は1等・2等合わせて356人を想定している。ドイツ鉄道向け車両と比べて最高速度は160 km/hに抑えられているが、両開き式の乗降扉の高さは550 mmに抑えられており、よりバリアフリーに対応した構造となっている。また車内には最大30台の自転車やベビーカー、スキー板が搭載可能なフリースペースが設置される他、wi-fiにも対応する。これらの車両はオストラヴァ - フリードラント・ナト・オストラヴィツィー - フレンシュタート・ポト・ラドホシュチェム間の電化計画に基づくものであり、2021年からの納入開始を予定している。

## 関連項目

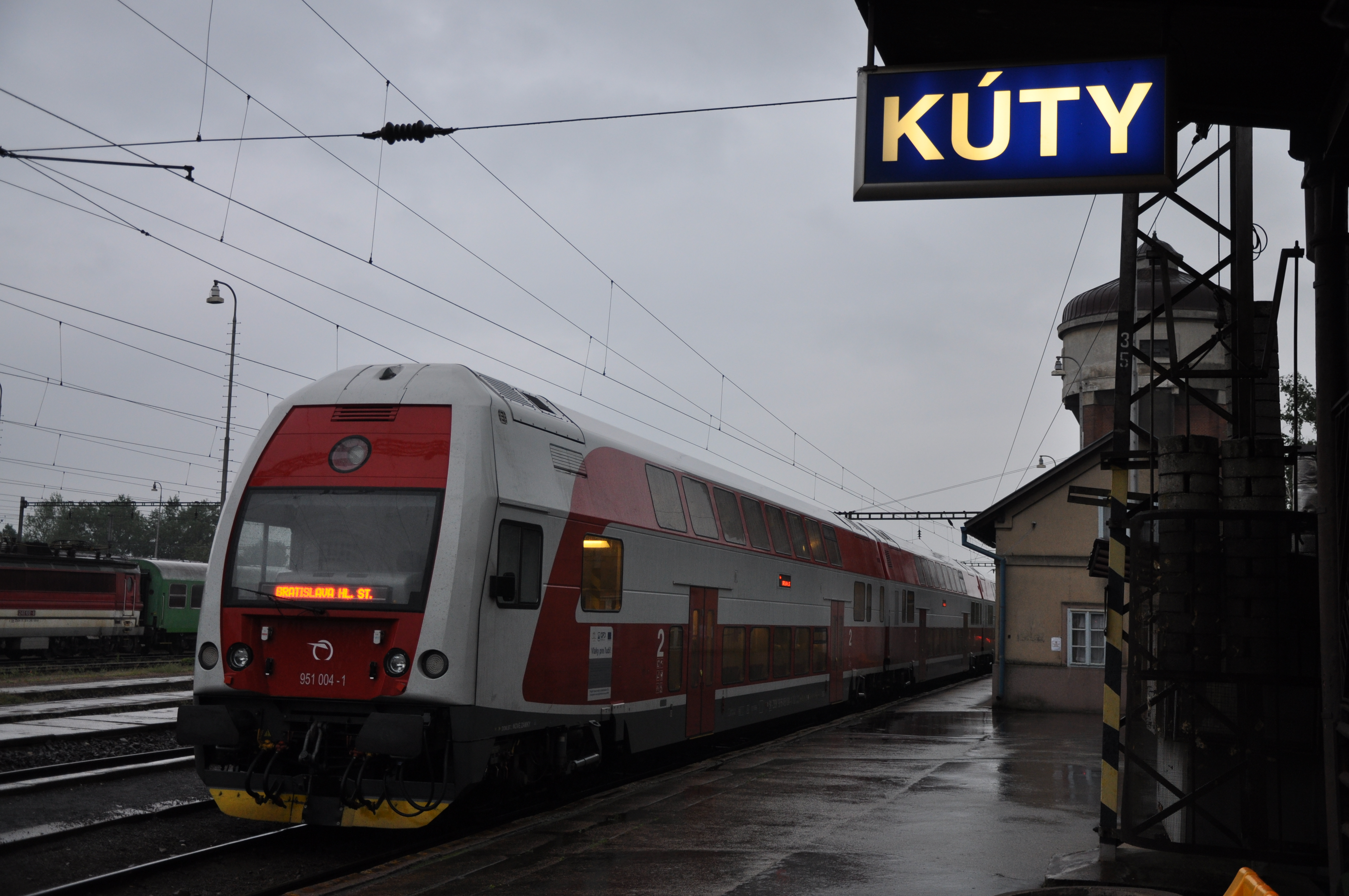
951系客車（2014年撮影）

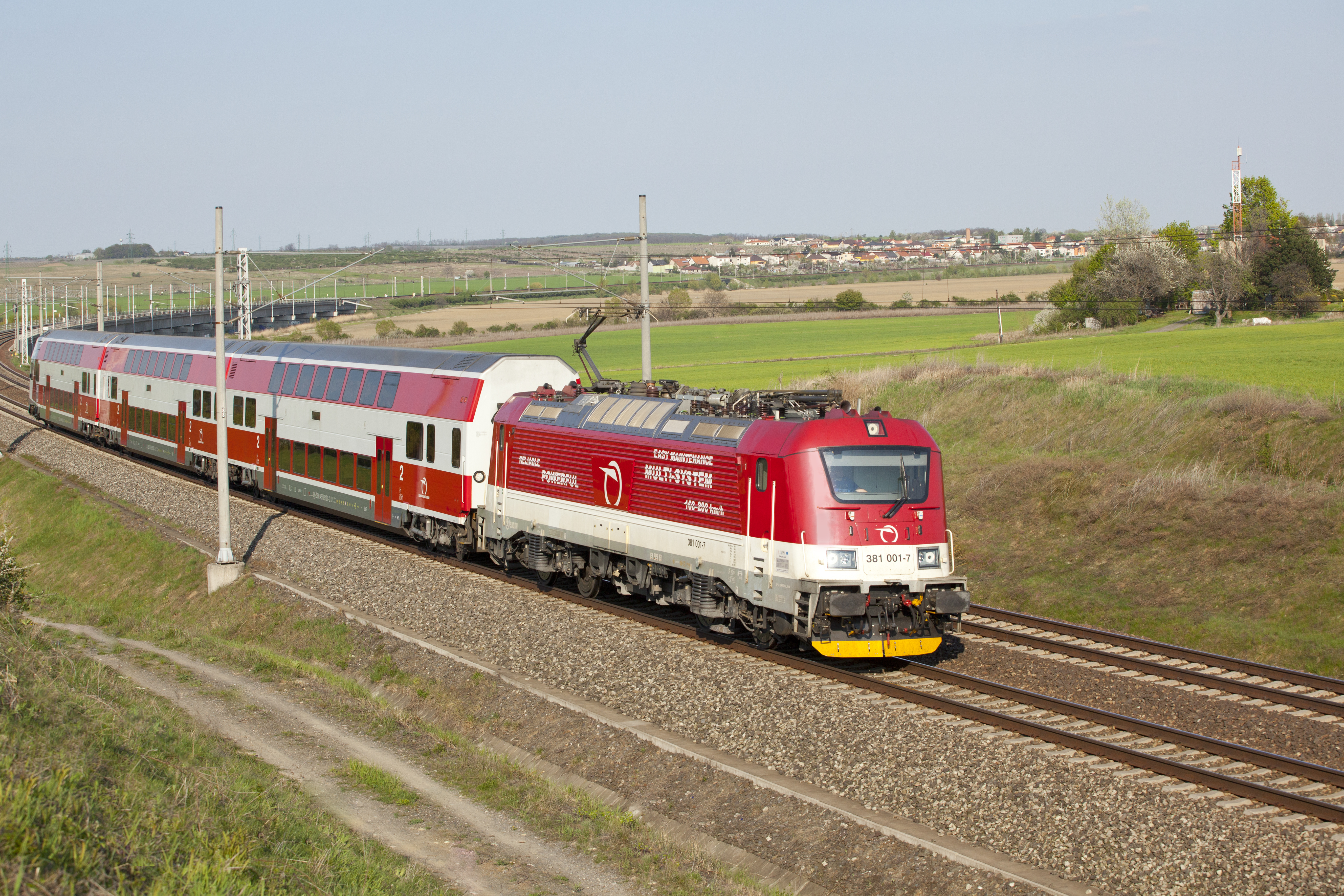
電気機関車と編成を組む951系（2013年撮影）